# Bassin d'Atchafalaya

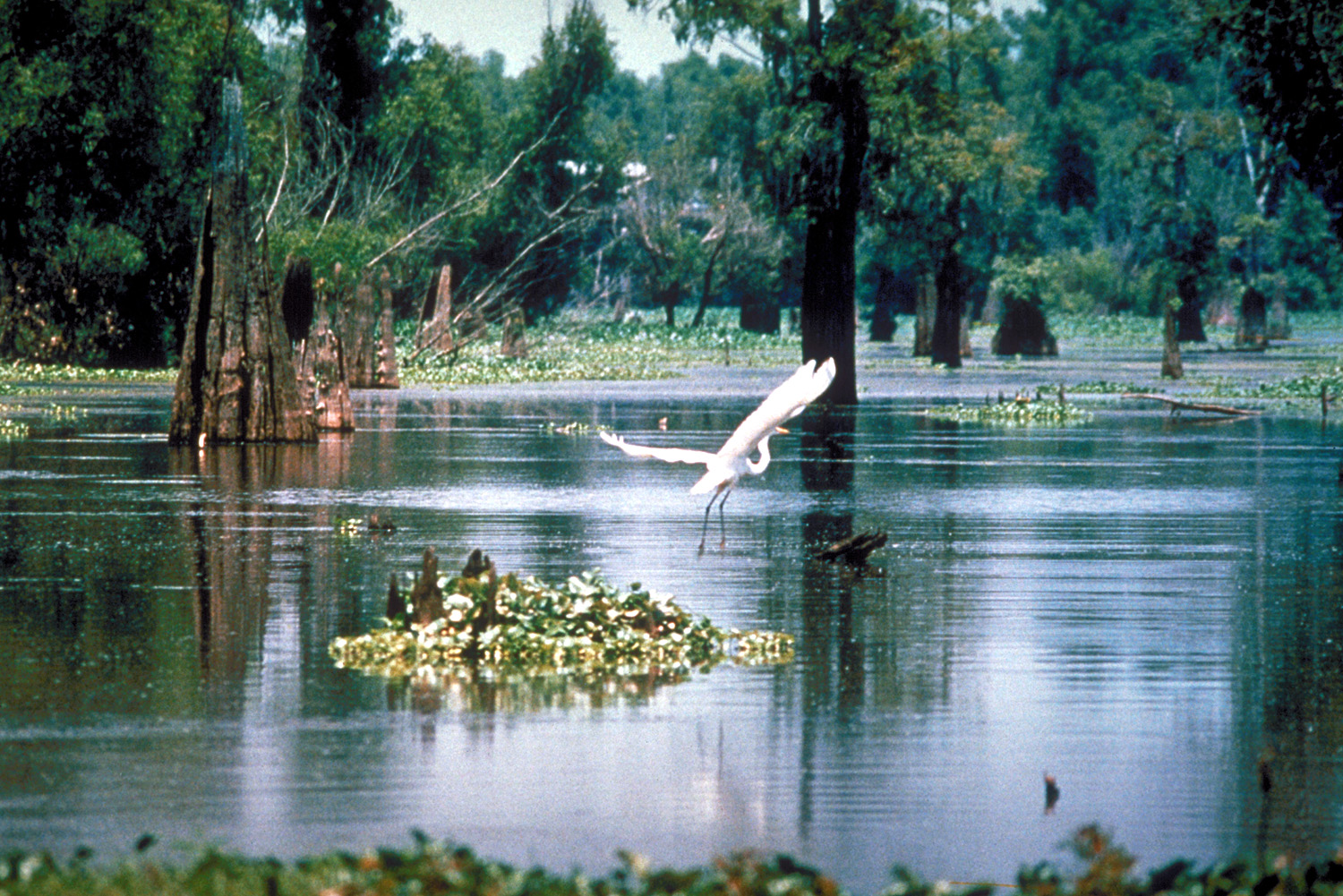
Vue typique du bassin d'Atchafalaya.

Évolution du bassin d'Atchafalaya.

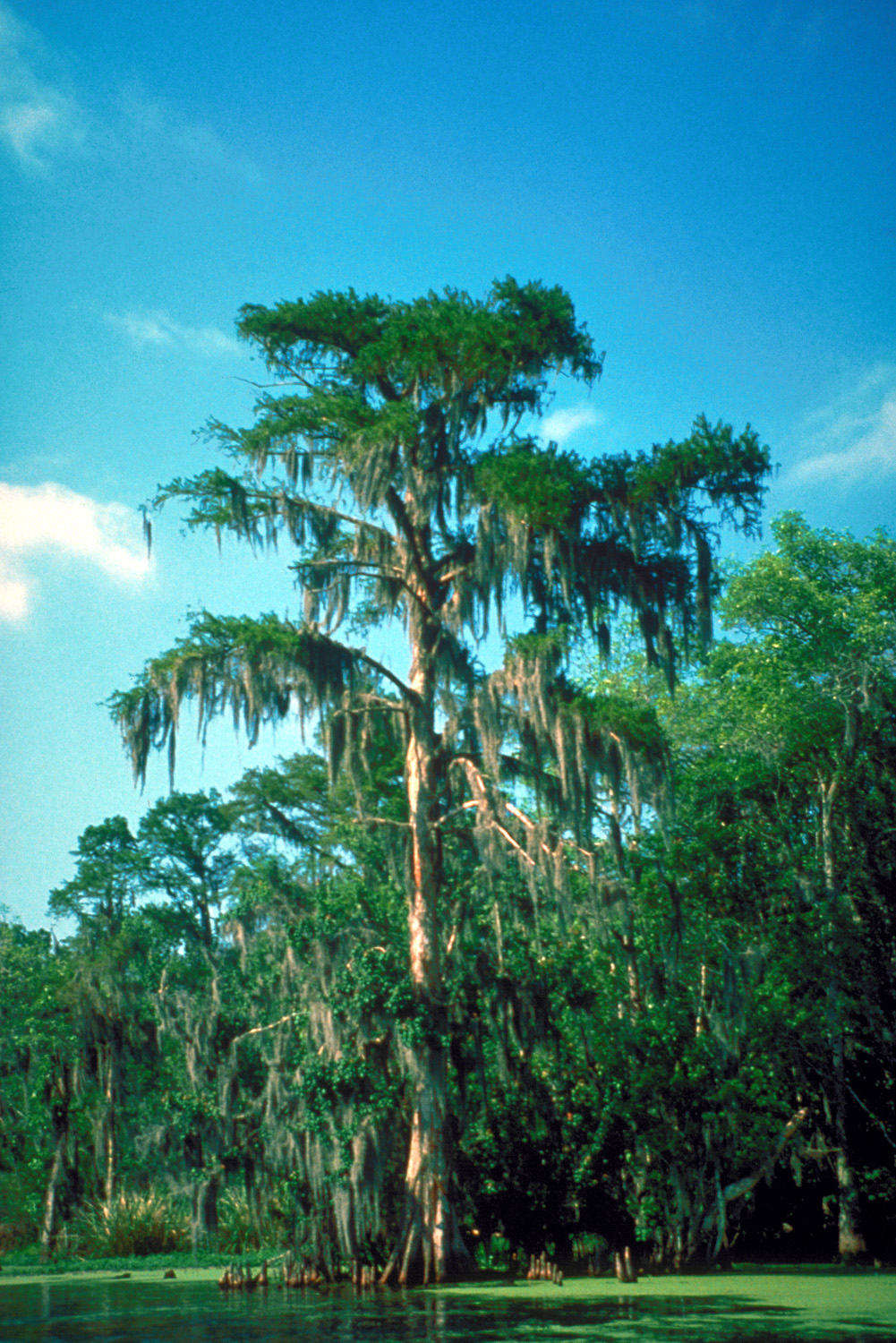
Un cyprès de Louisiane dans le bassin d'Atchafalaya.

Le bassin d'Atchafalaya est une vaste zone humide constituée de marécages située dans le sud de la Louisiane, aux États-Unis.

## Toponymie
Le nom Atchafalaya signifie longue rivière en chacta, la langue des Chactas, les Amérindiens qui vivaient sur ce territoire.

## Géographie
Le bassin d'Atchafaya est situé au sud de la Louisiane à l'ouest du fleuve Mississippi. Il est alimenté par les eaux de la rivière Atchafalaya, dont les eaux se jettent dans le golfe du Mexique par cet estuaire se mélangeant à l'eau de mer pour former des marais d'eau saumâtre. Plusieurs bayous se déversent dans ce bassin, notamment le bayou Boeuf et du bayou Chêne. Le bassin traverse huit paroisses louisianaises. 
Le bassin d'Atchafalaya a une largeur d'est en ouest d'une trentaine de kilomètres sur 240 kilomètres de longueur. Il couvre une superficie de 5 700 km². 

## Géologie
Le bassin d'Atchafalaya est un ancien bras du fleuve Mississippi et faisait partie du vaste delta du bassin du Mississippi.

## Faunes et flores
La faune est composée de nombreuses espèces de sauvagines, d'ours noirs de Louisiane et d'alligators. 
La flore est couverte de nombreuses essences, notamment le Cyprès de Louisiane.
La première description de cette flore a été entreprise par Charles César Robin entre 1803 et 1806.

## Infrastructures
Le bassin d'Atchafalaya est traversé par le long pont Atchafalaya Basin qui relie Bâton-Rouge à Lafayette en passant par Breaux Bridge.